# Хокмон

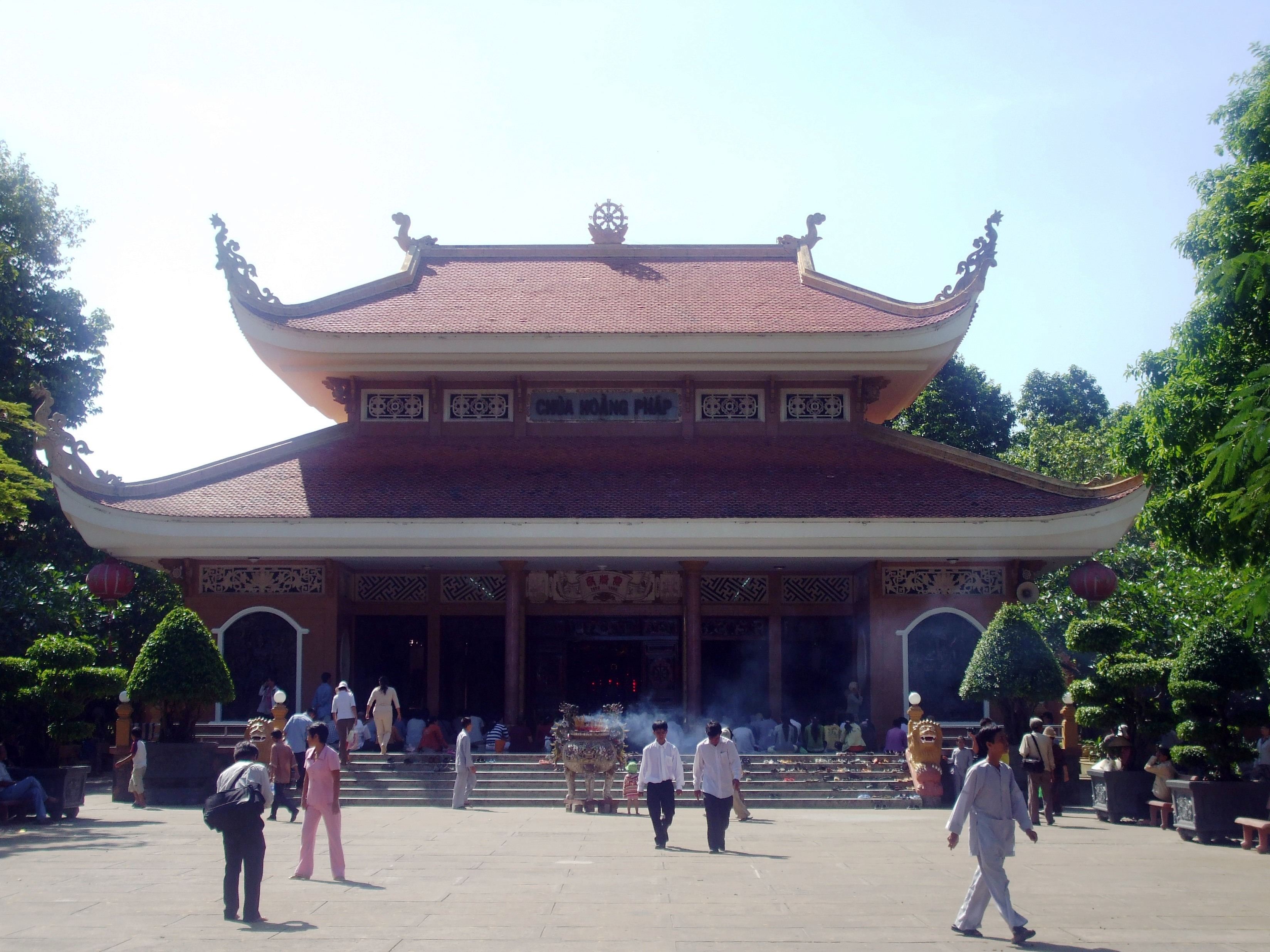
Храм Хоанг Фап

Хокмон (вьет. Hóc Môn) — пригородный сельский уезд, расположенный на севере города Хошимин (Вьетнам). Площадь уезда — 109 км². В 2010 году в районе проживало 358 640 человек. К 2022 году население выросло до 542 243 человек.

## Географическое положение
Уезд Хокмон граничит с уездом Кути на северо-западе города Хошимин, с провинцией Биньзыонг в южной части Вьетнама, с районом 12 на юге и районами Биньтхань и Биньтан на западе.

## Административное деление
Уезд Хокмон состоит из одноимённого города Хокмон и 11 общин:
- Бадьем;
- Донгтхань;
- Нибинь;
- Танхьеп;
- Тантхойни;
- Тансюан;
- Тхойтамтхон;
- Чунгтянь;
- Сюантхойдонг;
- Сюантхойшон;
- Сюантхойтхынг.

## История
Между 1698 и 1731 годами здесь поселились приезжие из северных и центральных районов Вьетнама переехали в Хокмон, которые бежали от постоянной войны между князьями Нгуен и Чинь. В то время эта территория ещё не была освоена, здесь обитали дикие животные, в том числе и тигры. Поскольку в заболоченных местах росло много таро, новые поселенцы назвали это место «Хокмон», что означает «угол, где растёт таро» (вьет. hóc môn). На кхмерском языке это название пишется как «ហុកម៉ូន» (Hok-maun).
Перекрёсток Зёнг (ngã ba Giồng) в Хокмоне — это перекрёсток дорог, на котором 28 августа 1941 году французскими колонизаторами расстреляли многие политические заключённые, в том числе Фан Данг Лу, Ха Хюи Тап, Нгуен Тхи Минь Кхай, Во Ван Тан и Нгуен Ван Кы.
В апреле 1997 года семь общин были выведены из состава уезда вышли и включены в новый Район 12: Тханьлок, Анфудонг, Тантхойхьеп, Донгхынгтхуан, Тантхойнят, Тантяньхьеп и Чунгмитай (последние два — частично).